# Accademia di arte drammatica dell'Università di Zagabria
L'Accademia di arte drammatica (in croato Akademija dramske umjetnosti o ADU) è una scuola di recitazione croata istituita nel 1896. Dal 1979 è parte dell'Università di Zagabria, insieme all'Accademia di musica e all'Accademia di belle arti.

## Storia

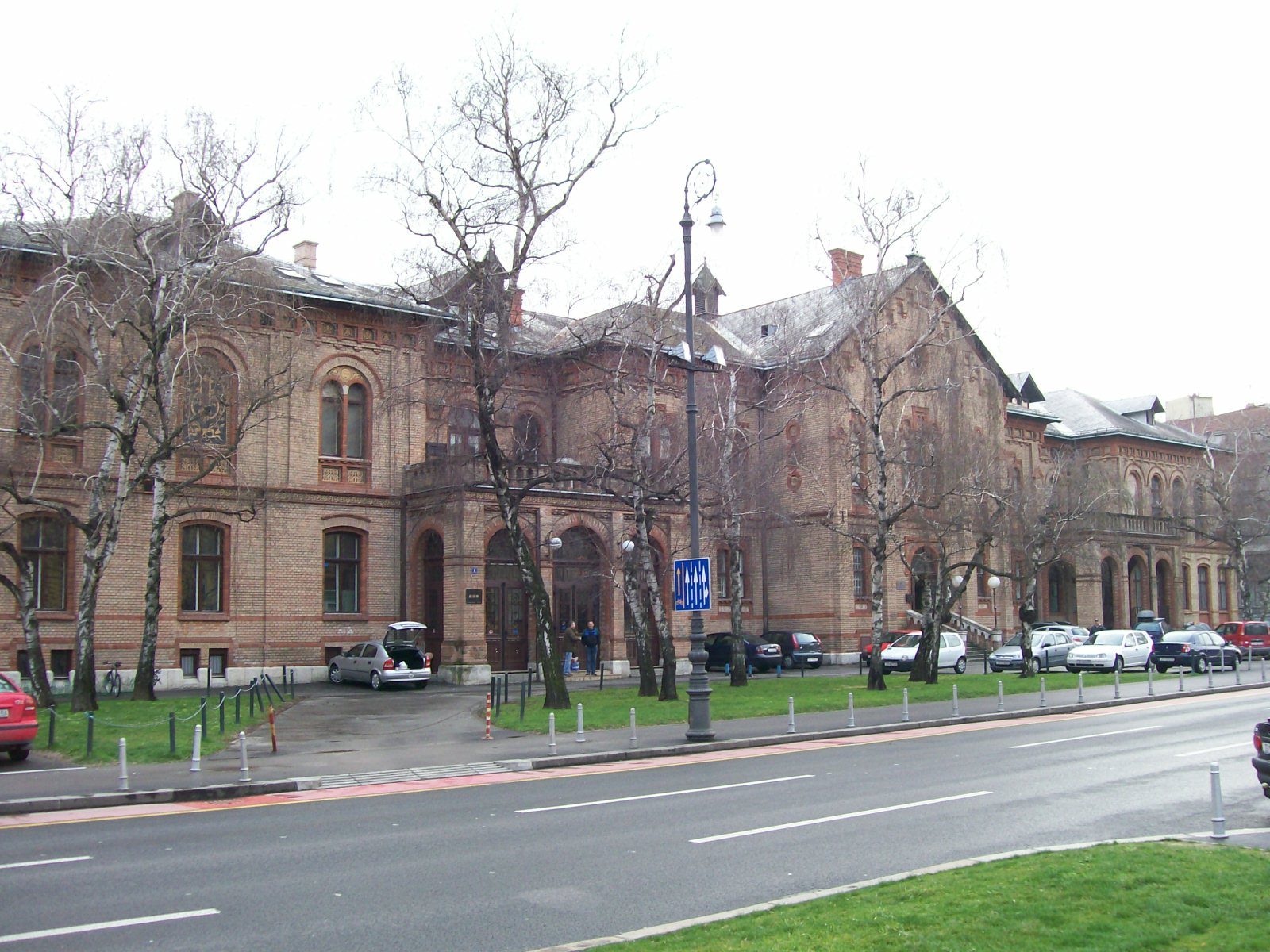
Sede dell'Accademia

La necessità di un'accademia di teatro a Zagabria è stata menzionata per la prima volta nella legislazione del teatro del 1861 del parlamento croato che prevedeva la creazione di una "scuola per il personale teatrale a Zagabria".
Tuttavia, l'accademia moderna affonda le sue radici nella Scuola di recitazione croata (Hrvatska dramatska škola), fondata da Stjepan Miletić nel 1896, più di 30 anni dopo la legge del 1861. La scuola era ospitata in un edificio in Piazza della Repubblica di Croazia, che occupa ancora oggi.
Durante la sua storia la scuola fu ribattezzata e riformata più volte. Fino alla metà del XX secolo, il suo ruolo principale era la formazione professionale degli attori teatrali. Successivamente, sono stati aggiunti dipartimenti per film e televisione. Nel novembre 1950, la scuola fu riconosciuta legalmente come istituto di istruzione superiore, principalmente attraverso gli sforzi di Branko Gavella, Drago Ivanišević e Ranko Marinković, che richiese il cambio di nome in "accademia". Nel 1979, divenne ufficialmente parte dell'Università di Zagabria.
Durante la guerra d'indipendenza croata, negli attacchi dei razzi di Zagabria del 3 maggio 1995, l'edificio dell'Accademia fu colpito da bombe a grappolo sparate nel centro di Zagabria (Donji grad). L'ufficio del preside e gli uffici del dipartimento di drammaturgia furono gravemente danneggiati durante l'attacco e due dipendenti e quattro studenti rimasero feriti, tra cui Luka Skračić, una studentessa del primo anno di regia cinematografica, che è poi deceduta. In ricordo di questo evento, l'Accademia ha ufficialmente proclamato il 3 maggio l'Academy Day e una lapide commemorativa dell'attentato è stata apposta nel suo decimo anniversario nel 2005.
Nel periodo tra il 1950 e il 1994 si è laureato presso i dipartimenti dell'Accademia un totale di 574 studenti. Tra il 1950 e il 1979 il dirigente dell'Accademia aveva il titolo di "rettore" (rektor) essendo un istituto di apprendimento indipendente. Nel 1979 l'Accademia è entrata a far parte dell'Università di Zagabria e da allora al rettore è subentrato il titolo di "decano" (dekan).

## Struttura
L'Accademia è organizzata in sei dipartimenti:
- Cinematografia
- Drammaturgia
- Produzione
- Recitazione
- Regia cinematografica e televisiva
- Regia teatrale e radiofonica

## Rettori
- 1950-1954 Josip Škavić
- 1954-1962 Branko Gavella
- 1962-1970 Kosta Spaić
- 1970-1972 Bratoljub Klaić
- 1972-1976 Izet Hajdarhodžić
- 1976-1980 Vladan Švacov

## Decani
- 1980-1982 Nikola Batušić
- 1982-1984 Tomislav Radić
- 1984-1986 Joško Juvančić
- 1986-1988 Nikola Batušić
- 1988-1992 Enes Midžić
- 1992 Vlatko Pavletić
- 1992-1996 Enes Midžić
- 1996-2000 Maja Rodica Virag
- 2000-2004 Vjeran Zuppa
- 2004-2008 Branko Ivanda
- 2008-2012 Enes Midžić
- 2012-Oggi Borna Baletić